# マイアミ・サンセット
マイアミ・サンセット (Miami sunset) は、ウイスキーベースのカクテルである。

## 標準的なレシピ
- バーボン・ウイスキー - 45ml[1]
- ホワイト・キュラソー - 20ml[1]
- オレンジ・ジュース - 適量[1]
- グレナデン・シロップ - 2-3tsp.[1]

## 作り方
- 氷を入れたタンブラーにバーボン・ウイスキーとホワイト・キュラソーを注ぐ[1]。
- オレンジ・ジュースを満たしてステアする[1]。
- グレナデン・シロップを静かに沈める[1]。